# Vinkel
 For alternative betydninger, se Vinkel (flertydig). (Se også artikler, som begynder med Vinkel)
En vinkel er en geometrisk figur bestående af to halvlinjer med et fælles begyndelsespunkt - toppunktet.
En måde at definere en vinkels størrelse (vinkelmålet) er længden af en cirkelbue, tegnet mellem de to halvlinjer forlænget/forkortet til længden 1. Denne vinkelmålsenhed kaldes radianmål eller blot radianer. En vinkel vil således ligge i intervallet 0 til 2π, idet omkredsen af en cirkel med radius lig 1 (en enhedscirkel) er 2π. Radianmål er praktiske at regne med i mange trigonometriske og andre matematiske sammenhænge.
I dagligdags, ikke-matematiske sammenhænge, måles vinkler imidlertid ofte i grader og betegnes med symbolet: ° . En hel cirkel svarer til 360°.
Indenfor landmåling og fotogrammetri har man traditionelt benyttet nygrader, hvor enheden kaldes gon. En hel cirkel svarer til 400 gon (i andre vinkelmålsenheder: radianer 2π, grader 360°).

## Navngivning
Vinkler under 180° navngives efter hvor store de er. En vinkel er:
- ret, hvis den er ¼ af en fuld cirkel. Det er det samme som, at to linjer skærer hinanden på en måde, så alle fire fremkomne vinkler er lige store (de to linjestykker er hinandens normaler). En ret vinkel kaldes også for en kvadrant.[kilde mangler]
- spids, hvis vinklen er mindre end en ret vinkel.
- stump, hvis vinken er større end en ret vinkel.

Hvor en ret vinkel er på; π /2 radianer = 90° = 100 gon. En trekant med en ret vinkel kaldes en retvinklet trekant. En firkant med 4 rette vinkler kaldes et rektangel.
- To vinkler der er lige store kaldes for kongruente vinkler.
- To vinkler der lagt sammen giver 90°, kaldes for komplementvinkler .
- To vinkler der lagt sammen giver 180°, kaldes for nabovinkler eller supplementvinkler .
- To vinkler der lagt sammen giver 360°, kaldes for eksplementvinkler .

- En vinkel på en sjettedel af en fuld cirkel kaldes for en sekstant. Heraf navnet på navigationsinstrumentet, der netop er formet som en vinkel på 1/6 af en cirkel.
- En vinkel på en ottendedel af en fuld cirkel kaldes for en oktant. Der findes ligeledes et vinkelinstrument der hedder en oktant.

To linjer der skærer hinanden, danner to par af to vinkler. Starter man i den ene vinkel og følger vinklerne rundt om skæringspunktet, kommer man først til supplementvinklen, derefter til vinklens topvinkel og til sidst til den supplementvinklens topvinkel. En vinkel og dens topvinkel er lige store, og dermed også kongruente.

## Andre vinkelmål

### Astronomiske
- Et bueminut = 1/60 grad
- Et buesekund = 1/60 bueminut = 1/3600 grad.

### Militære
- En terrænstreg = 1/6400 af en fuld cirkel = 0,05625°

### Nautiske
- En tørn = 360° — en fuld cirkel. Benyttes ofte i forbindelse med store vinkler. f.eks en halvtørn = 180°

## Vinkler i astronomi
Astronomer har gennem århundreder målt vinkler mellem objekter på stjernehimlen, og de har udviklet følgende tommelfingerregler; holdes en arm udstrakt, så dækker bredden af:
- lillefingeren, en vinkel på ca. 1°
- en knyttet næve, en vinkel på ca. 10°
- udspredt hånd, en vinkel på ca. 20°

Bemærk at det kan variere lidt fra person til person, så det er cirkatal.

## Den første officielle kilometer
En kilometer (km) blev oprindeligt defineret som værende: een centigon (dvs. 1/100 gon) af en storcirkel målt på Jordens overflade. M.a.o. en 1/100 af 1/400 del = 1/40000 af jordens omkreds.

## Normaliserede-, positive- og negative vinkler
Normalt opgives en vinkel i intervallet [0, 2π [ , alternativt [0°, 360°[ , og måles positivt mod uret rundt. Ved beregninger med flere vinkler kan det ske at summen bliver større end 2π. Man vil så typisk fratrække et helt multiplum af 2π fra resultatet, således at vinklen normaliseres til normal/standard-intervallet.
Det kan undertiden være praktisk at arbejde med negative vinkler. En negativ vinkel, er en vinkel der måles med uret rundt og angives med et minustegn foran. Vinklen angives da i intervallet [-π, π [.
Indenfor navigation angives vinkler regnet fra nord og positivt med uret rundt. Dvs. nord = 0°, øst = 90°, syd = 180° og vest = 270°.

## Omregning og små vinkler
Man kan komme fra grader til radianer ved at gange med π/180, og fra radianer til grader ved at gange med 180/π.
Hvis vinklen er meget lille (typisk under een grad, afhængigt af hvor præcist det skal være), kan man tilnærme sinus og tangens til vinklen, med vinklen selv (målt i radianer):
{\displaystyle sin{\left(v\right)}\,\approx \ \,tan{\left(v\right)}\,\approx \,v}
f.eks.:
| v = 0,25° ≈ | 0,004363323 (radianer) |
| sin(v) ≈    | 0,004363309            |
| tan(v) ≈    | 0,004363351            |

De tre værdier er altså ens på fem betydende cifre, mere end nok til de fleste formål.
Indviklede trigonometriske ligninger kan herved gøres enklere, men det virker altså kun hvis vinklen er meget lille, hvilket typisk er gældende indenfor astronomi, når der regnes på objekter i f.eks. fjerne galakser og lignende.

## Vinkler og vektorer
Der gælder følgende sammenhæng mellem to vektorer a og b og vinklen v mellem dem.
cosinus til v er lig med skalarproduktet til a og b, divideret med produktet af de to vektorers længder.
sinus til v er lig med determinanten til a og b, divideret med produktet af de to vektorers længder.